# Roving

Roving aus Glasfasern

Als Roving wird ein Bündel, Strang oder Multifilamentgarn aus parallel angeordneten Filamenten (Endlosfasern) bezeichnet, der überwiegend in der Fertigung von Faserverbundkunststoffen (FVK) oder faserverstärkten Kunststoffen, einer Untergruppe der Verbundwerkstoffe, verwendet wird. Der Querschnitt eines Rovings ist meist elliptisch oder rechteckig. Allerdings gibt es auch Rovings mit einer leichten Schutzdrehung (z. B. 10 Drehungen/m), wodurch der Querschnitt runder wird. Am häufigsten werden Filamente aus Glas, Aramid oder Kohlenstoff zu Rovings zusammengefasst.

## Art und Aufbau
Grundsätzlich wird in Direktrovings und assemblierte (gefachte) Rovings unterschieden.
Direktrovings werden unmittelbar in der Primärspinnerei durch die parallele Zusammenfassung der ersponnenen Filamente nach Auftrag einer Schlichte gebildet. Durch den Auftrag der Schlichte wird ein gewisser Zusammenhalt der Filamente im Roving erreicht. Die chemische Zusammensetzung der Schlichte ist auf die chemische Zusammensetzung der Kunststoffmatrix, in der die Rovings eingearbeitet werden sollen, so abgestimmt, dass eine optimale Haftung der beiden Strukturelemente erreicht wird. Von Direktrovings spricht man ab einer Feinheit von > 300 tex, d. h., 1000 m dieses Rovings wiegen mehr als 300 g.
Assemblierte Rovings werden aus einer vorgegebenen Anzahl von spannungsgleichen Direktrovings oder Multifilamentgarnen je nach der angestrebten Gesamtfilamentanzahl durch Fachen hergestellt.
Beide Rovingarten werden entweder auf Rovingspulen mit Außenabzug oder als stützfreie Packung mit Innenabzug zur Weiterverarbeitung geliefert.
Normalerweise werden Rovings sortenrein, d. h. aus einer Faserstoffart erzeugt. Es existieren aber auch Hybridrovings, die aus Filamenten unterschiedlicher Materialien bestehen. Zumeist werden die Verstärkungsfasern mit thermoplastischen Fasern gemischt. Je nach Faservolumenanteil können diese Hybridrovings direkt, z. B. im Heißpressverfahren, ohne Zugabe eines Matrixwerkstoffs verarbeitet werden. Die Mischung mit feinen thermoplastischen Fasern sorgt dabei für eine gute Mikrotränkung. Eine andere Möglichkeit, Hybridrovings herzustellen, ist die Beschichtung mit pulverförmigem Thermoplast. Im Vergleich zu unidirektionalen Halbzeugen haben die Hybridrovings den Vorteil, dass sie noch nicht konsolidiert wurden. Dadurch bleiben sie genauso formbar wie der reine Faserroving.

## Bezeichnung
Rovings werden nach ihrer Einzelfilamentanzahl und/oder der Feinheit (längenbezogenen Masse in tex; 1 tex = 1 g/1000 m) bezeichnet. Die Angabe der Anzahl der Einzelfilamente erfolgt in vollen 1000 Filamenten (K). Übliche Lieferformen sind:
- 1 K (1000 Filamente)
- 3 K (3000 Filamente)
- 6 K (6000 Filamente)
- 12 K (12000 Filamente)
- 24 K (24000 Filamente)

Rovings mit einer Filamentanzahl von mehr als 24 K, z. B. 50 K oder 100 K bezeichnet man als Heavy Tows, die z. Z. nur aus Kohlenstofffilamenten hergestellt und preisgünstiger als übliche Rovings angeboten werden. Bei der Weiterverarbeitung zu textilen Flächengebilden müssen diese Kabel aufgespreizt werden.
Die Feinheit der Rovings hängt von der Anzahl der zusammengefassten Einzelfilamente und deren Feinheit und damit vom Durchmesser bzw. der Querschnittsfläche und der Dichte dieser Filamente ab. Ein 12 K Kohlenstofffilament-Roving wird mit einer Feinheit von 800 tex und ein 24 K Roving entsprechend von 1600 tex angegeben.

## Eigenschaften
Der Roving kann praktisch nur im Verbund mit einer Matrix eingesetzt werden. Er besitzt in Faserlängsrichtung eine hohe Festigkeit und Steifigkeit. Mechanisch gesehen ist er eine unidirektionale Schicht. Die mechanischen Eigenschaften quer zur Faser sind zumeist schlecht. Daher werden Rovings entlang der Hauptlastpfade (Hauptnormalspannungen) gelegt. Verbunde aus unidirektional gestreckt liegenden Rovings besitzen eine höhere Festigkeit/Steifigkeit als solche aus Rovinggeweben, da die Rovings bei Geweben gewellt vorliegen, was die Fasern bei Belastung komplex beansprucht.

## Verarbeitung und Anwendung
Rovings werden in handwerklichen Herstellprozessen mit der Hand verlegt, wobei die Tränkung und Fixierung des Rovings eine Schwierigkeit darstellt. Aus diesen Gründen wird oft auf Rovingbänder zurückgegriffen. Diese Bänder besitzen eine lose Bindung (z. B. aus Papier), so dass die Rovings effektiver verarbeitet werden können.
Maschinell lassen sich Rovings direkt beim Herstellen von rotationssymmetrischen Körpern aus faserverstärkten Kunststoffen wie Behältern, Rohren, Achsen, Walzen und Wellen nach dem Wickelverfahren und bei der Herstellung von durch das Profilziehverfahren bzw. Pultrusionsverfahren verarbeiten. Außerdem werden aus Rovings durch Weben, Flechten oder Stricken 2- und 3- dimensionale Faser-Halbzeuge für die Weiterverarbeitung zu FVK-Bauteilen hergestellt. In der Faserspritztechnik und bei der Herstellung von Faser-Matrix-Halbzeugen wie Sheet Molding Compound, Bulk Molding Compound oder LFT werden sogenannte Schneidrovings, ausgerüstet mit einer steiferen Schlichte zur Verbesserung des Schneidverhaltens, nur zugeführt und unmittelbar zu Lang- oder Kurzfasern zerschnitten. In der Prepreg-Herstellung dienen sie als Ausgangsmaterial für unidirektionale Prepreg-Bänder oder Prepreg-Gelege. Roboter können mit Hilfe von Legeköpfen Roving-Bänder auch auf gekrümmten Oberflächen ablegen.
Insbesondere Bauteile, die überwiegend in einer Vorzugsrichtung beansprucht werden, können aus Rovings hergestellt werden. Dabei spricht man aufgrund der Orientierung der Fasern von einer unidirektionalen Schicht. Beispiele für solche Bauteile sind Blattfedern, Rotorblätter oder Flügelholme.
Als lokale Verstärkung können Rovings in Antriebsriemen eingesetzt werden. Sie finden auch Anwendung bei der lokalen Verstärkung und Versteifung von Ausschnitten und Rändern. Eine weitere wichtige Anwendung ist die Ringarmierung von Bauteilen z. B. von schnelldrehenden Läufern, Druckbehältern oder betonierten Stützen.
Der Roving kann in Schlaufenform zur Einleitung konzentrierter Zugkräfte in ein Bauteil dienen. In Strangform findet man ihn in Tragseilen und Kabeln, z. B. im Brückenbau. Aus Aramidfaserrovings werden Seile mit hoher dynamischer Beanspruchbarkeit hergestellt. Auch als Nagetierschutz für Kabel finden Glasfaserrovings Verwendung.